# Repubblica Democratica Malgascia
La Repubblica Democratica del Madagascar (in malgascio Repoblika Demokratika Malagasy; in francese République démocratique de Madagascar) è stata la denominazione ufficiale assunta dal Madagascar tra il 1975 e il 1992.

## Storia

### Crisi politica
Dopo l'indipendenza dalla Francia, la Prima Repubblica Malgascia attraversò una fase di crisi politica che culminò negli anni settanta con il governo provvisorio del generale Gabriel Ramanantsoa. Salito al potere nel 1972, il nuovo primo ministro ridusse i legami con la Francia a favore di quelli con l'Unione Sovietica e dei paesi del blocco orientale, pianificando anche l'abbandono del franco come valuta ufficiale. Il 31 dicembre 1974, Ramanantsoa subì un tentativo di golpe militare e nel Paese si acuirono le tensioni etniche interne. Il 5 febbraio 1975, Ramanantsoa cedette il potere al colonnello Richard Ratsimandrava ma sei giorni dopo fu ucciso. Il governo del Paese passò nelle mani di un Direttorato Militare Nazionale che cercò di ristabilire l'ordine dichiarando la legge marziale, imponendo una rigida censura e la sospensione di tutti i partiti politici.
Il 15 giugno 1975, il Direttorato Militare Nazionale indicò il tenente comandante Didier Ratsiraka come capo di Stato e presidente del nuovo Consiglio Rivoluzionario Supremo (CRS). La scelta destò preoccupazioni, poiché Ratsiraka era un membro del gruppo etnico dei Betsimisaraka.

### Nascita della regime socialista
Nel giugno del 1975, Didier Ratsiraka salì al potere della Repubblica Democratica Malgascia e fu confermato alla presidenza dal referendum costituzionale del 21 dicembre 1975. Il 4 gennaio 1976, Ratsiraka prestò il giuramento da presidente e dichiarò il Madagascar una repubblica marxista. Il nuovo governo continuò ad avvicinare il Paese agli stati socialisti e riuscì ad ottenere un maggior supporto da parte dei partiti di sinistra malgasci come il Partito del Congresso dell'Indipendenza del Madagascar (AKFM).
Il principio guida dell'amministrazione di Ratsiraka era la necessità di una "rivoluzione socialista dall'alto" In particolare, cercò di cambiare radicalmente la società malgascia secondo i programmi e i principi presenti nella "Carta della rivoluzione socialista malgascia" (in francese Charte de la Revolution Socialiste Malagasy), popolarmente chiamata "Libro rosso" (in malgascio Boky Mena) per il colore della copertina. Impostato in modo simile al Libretto Rosso di Mao Zedong, la Carta raccoglieva i discorsi più significativi tenuti da Ratsiraka sin dal suo insediamento ed esplicava l'orientamento ideologico del nuovo governo. Inoltre, il Libro Rosso aveva formalmente un'autorità sovra-costituzionale. In base a tale documento, l'obiettivo principale della Repubblica Democratica del Madagascar era quello di costruire una "nuova società" fondata sui principi socialisti e guidata dalle azioni dei "cinque pilastri della rivoluzione": il Consiglio Rivoluzionario Supremo (CRS), i contadini e gli operai, i giovani intellettuali, le donne e le forze armate popolari. Nel Libro rosso si sosteneva una nuova politica estera basata sul principio dei Paesi non allineati e le politiche interne si sono concentrate sul rinnovamento delle fokon'olona, il decentramento dell'amministrazione e sull'incoraggiamento dello sviluppo economico attraverso la pianificazione e l'apporto popolare.

### Primi anni (1975-1982)
Le prime riforme politiche, approvate collettivamente da Ratsiraka e altri membri del CRS, prevedevano la nazionalizzazione dei settori dell'economia in mano francese. Questa "decolonizzazione economica" fu accolta con favore dai nazionalisti che avevano lottato a lungo per l'indipendenza economica e culturale dalla Francia. Il governo revocò la legge marziale ma mantenne la censura della stampa. Infine, il CRS ordinò la chiusura di una stazione di localizzazione satellitare terrestre gestita dagli Stati Uniti d'America come parte del suo impegno per le relazioni estere non allineate.
Il consolidamento politico procedette rapidamente dopo l'ingresso di dieci membri civili al CRS nel gennaio 1976. Questo atto costituì l'inizio di un partenariato civile-militare in quanto il Consiglio divenne più rappresentativo delle principali tendenze politiche e comunità etniche del paese. A marzo fu fondata l'Avanguardia per la Rivoluzione Malgascia (Antokin'ny Revolisiona Malagasy - AREMA) e Ratsiraka ne divenne il segretario generale. In netto contrasto con gli stati monopartitici creati da altri leader del socialismo africano, l'Arema fu semplicemente un membro (anche se il più influente) di una coalizione di sei partiti uniti nel Fronte Nazionale per la Difesa della Rivoluzione (Fronte National pour la Défense de la Révolution - FNDR). L'appartenenza al FNDR, necessaria per la partecipazione alle elezioni, era precondizionata dall'approvazione del partito dei principi e dei programmi rivoluzionari contenuti nel Libro rosso.
Ratsiraka e l'AREMA avevano la maggiore influenza sulle politiche nazionali. Nelle elezioni delle fokon'olona tenutesi nel marzo 1977, l'AREMA ottenne il 90% dei voti mentre, nel giugno 1977, ottenne 220 seggi su un totale di 232 alle elezioni per sei assemblee generali provinciali e 112 seggi su 137 nell'Assemblea Popolare Nazionale . Il gabinetto di Ratsiraka del 1977 aveva 16 membri appartenenti all'AREMA su 18 incarichi ministeriali.
Nel 1978 il governo si trovò di fronte a un crescente malcontento popolare. Già nel settembre 1977 delle proteste antigovernative erano scoppiate ad Antananarivo a causa della grave carenza di generi alimentari e merci essenziali. Tale tendenza si intensificò con il peggioramento dell'economia. Il governo rispose inviando le forze armate per mantenere l'ordine durante le rivolte studentesche nel maggio 1978. Nel campo economico, il governo accettò nel 1980 di introdurre le riforme del libero mercato richieste dal Fondo Monetario Internazionale (FMI) per consentire ulteriori prestiti e aiuti dall'estero. Nel 1981, Ratsiraka negoziò per trovare fondi da usare per coprire parte del suo crescente debito internazionale e tali azioni portarono ad un riavvicinamento con la Francia, dato che molte delle banche francesi possedevano gran parte del debito malgascio. Con queste riforme, Ratsiraka fu accusato dai suoi sostenitori di aver abbandonato il "socialismo scientifico" e di aver alienato la sua base elettorale.

### Secondo mandato di Ratsiraka
Nonostante il crescente dissenso, Ratsiraka fu rieletto presidente nel novembre del 1982 e durante il suo secondo mandato dovette affrontare delle situazioni economiche e politiche delicate. Il governo iniziò ad essere più critico nei confronti del potente Consiglio delle Chiese Malgasce e della crescente opposizione dei giovani di Antananarivo. Numerosi club di kung fu ispirati alla filosofia di Bruce Lee sorsero nella capitale e costituirono un luogo di ritrovo per gli oppositori, raggiungendo più di 10 000 adesioni nel 1984. Il governo bandì le arti marziali verso la fine del 1984, generando violenti proteste, e il 31 luglio 1985 l'esercito attaccò la sede principale del movimento, uccidendo i suoi leader e altri membri.
Nel 1986, sotto pressione del FMI e della Banca Mondiale, il governo malgascio avviò una serie di riforme economiche che prevedevano privatizzazioni, la svalutazione della moneta e la cancellazione di molti sussidi statali. Tali manovre favorirono i membri del governo più vicini a Ratsiraka ma peggiorarono le condizioni economiche della popolazione in generale.

### Declino e scioglimento (1989-1991)
Il diffuso entusiasmo iniziale per la rivoluzione socialista dall'alto di Rasiraka gli aveva assicurato quasi il 96% delle preferenze popolari nel referendum costituzionale del 1975, ma la percentuale scese all'80% nel 1982 e al 63% nel 1989. Quest'ultimo anno fu segnato dalla caduta del muro di Berlino, dalle rivoluzioni che segnarono la fine dei regimi socialisti nel blocco orientale e dalle nuove politiche attuate dall'Unione Sovietica. Tali eventi ebbero un'influenza importante sulle politiche elettorali dei paesi socialisti africani: nel caso del Madagascar, le forze di opposizione iniziarono ad avere una voce sempre più forte, unendosi nel febbraio 1989 in un'alleanza, e denunciarono ciò che consideravano una grande frode nelle elezioni presidenziali di marzo dello stesso anno, vinte da Ratsiraka. Quest'ultimo si rifiutò di aggiornare liste di voto obsolete che escludevano il voto dei giovani oppositori e il presunto riempimento di urne nei seggi elettorali delle zone rurali. Le grandi proteste contro il reinsediamento di Ratsiraka portarono a violenti scontri ad Antananarivo dove, secondo i dati ufficiali, vi furono settantacinque morti e feriti.
Nell'agosto del 1989, il Consiglio delle Chiese Malgasce pubblicò un appello nel quale si chiedeva la rimozione del vocabolario socialista dalla costituzione nonché la fine del monopolio del Fronte Nazionale, ricevendo un ampio sostegno dalla popolazione.
Nel marzo del 1990, la costituzione fu emendata in modo tale da consentire la formazione di gruppi politici estranei al FNDR. Successivamente, Albert Zafy creò l'alleanza delle Forze Vive (Forces Vives) e successivamente fu proclamato primo ministro di un governo ombra.
Nel luglio del 1991, le tensioni nella capitale malgascia e nei principali centri cittadini continuarono ad aumentare: fu dichiarato uno sciopero generale dall'opposizione nonché una manifestazione ad Antananarivo che vide la partecipazione di oltre 200.000 persone. Ratsiraka impose il coprifuoco e dichiarò lo stato di assedio ad Antananarivo. Zafy fu arrestato dal governo durante una serie di fermi contro l'opposizione. Il Comitato delle Forze Vive, che in precedenza aveva occupato delle sedi ministeriali, interruppe il dialogo con il regime e chiese la scarcerazione dei dissidenti.
Il 10 agosto 1991, più di 400 000 cittadini marciarono sul Palazzo presidenziale con l'intenzione di rovesciare il governo di Ratsiraka e instaurare un nuovo sistema politico multipartitico. La Guardia presidenziale aprì il fuoco contro i manifestanti, ferendo e uccidendo migliaia di persone. La leadership dichiarò di non aver dato l'ordine di fare fuoco e perse la fiducia dell'esercito, entrando in crisi.
Nella sera del 19 agosto 1991, il pastore Richard Andriamanjato annunciò, in qualità di portavoce delle Forze Vive, la destituzione di Ratsiraka e la sospensione di tutte le istituzioni della repubblica malgascia. Tuttavia, il tentativo di golpe fallì e l'esercito si dichiarò pronto a prendere il potere. Intanto, le Forze Vive cercarono di delineare una linea comune e il Consiglio Cristiano delle Chiese Malgasce si fece avanti come mediatore tra l'opposizione e il governo.
Il 31 ottobre 1991, Ratsiraka firmò un accordo a favore di un processo di transizione democratica, con l'approvazione di una nuova costituzione e lo svolgimento di libere elezioni multipartitiche. Zafy divenne il capo dell'Alta Autorità Statale, un governo di transizione che avrebbe condiviso il potere con il regime di Ratsiraka.
Nell'aprile del 1992 ad Antananarivo, davanti al palazzo in cui si svolgevano le discussioni sulla nuova costituzione, si verificarono nuovi scontri tra la polizia e i sostenitori di Ratsiraka. Verso la fine di luglio, un gruppo di civili armati fece irruzione nella stazione radiofonica della capitale malgascia e annunciò la presa del potere, ma dopo quattro ore furono allontanati.
Il 19 agosto 1992, si svolse il referendum per approvare la nuova costituzione e quindi l'adozione di un sistema federale o centralizzato, ma nel giorno precedente un gruppo di sostenitori di Ratsiraka prese temporaneamente il controllo di Antsiranana mentre altri gruppi di militari cercarono di boicottare il voto distruggendo i seggi.
Con il 75% dei 'sì', la Repubblica Democratica del Madagascar si avviò verso un processo di riforma, segnato comunque da tensioni e violenze, che avrebbe portato alla nascita della Terza Repubblica Malgascia.
Il 25 novembre, Zafy vinse le elezioni presidenziali con il 46% delle preferenze, mentre Ratsiraka ottenne il 29% con il nuovo fronte filo-governativo del Movimento Militante per il Socialismo Malgascio. Il 10 febbraio 1993, il secondo turno elettorale fu vinto nuovamente da Zafy con il 67% dei voti.